# Tribunal Aurelium
Le tribunal Aurelium est une structure datant du début du Ier siècle av. J.-C. utilisée par les préteurs pour la tenue des procès qui se déroulaient auparavant sur le Comitium.

## Localisation
Il est établi à proximité du temple des Dioscures, du temple de César et du temple de Vesta comme le suggère un passage du Pro Sestio de Cicéron (voir le plan).

## Histoire
Jusqu'à la fin de la République, les tribunaux des préteurs urbains se situent sur le Comitium, de part et d'autre de la Curie Hostilia. La multiplication des procès publics et la foule toujours plus nombreuse qui y assiste rendent l'espace trop étroit. Vers le milieu des années 70 av. J.-C., l'activité des préteurs urbains est transférée vers l'extrémité orientale du Forum, sur le Tribunal Aurelium, à proximité du Puteal Libonis.
Le tribunal Aurelium tient son nom d'un des consuls du milieu des années 70, Caius Aurelius Cotta (consul en 75) ou son frère Marcus Aurelius Cotta (consul en 74). Ce dernier passant la plus grande partie de son consulat en Bithynie, le Tribunal Aurelium est peut-être construit par Caius Aurelius Cotta, en parallèle du programme de rénovation des temples de Rome qu'il lance avec son collègue et qu'il délègue en partie aux préteurs urbains Caius Licinius Crassus et Marcus Caesius en 75 et à leurs successeurs Caius Verres et Publius Coelius l'année suivante. C'est à la même époque que l'un des deux Cotta entreprend au nom de Sylla le pavage du Forum.
Cicéron mentionne six fois le Tribunal Aurelium. Il signale que le procès de Caius Junius de 74 se déroule sur le tribunal, récemment construit. Il le mentionne ensuite quatre fois en rapport avec les activités de Publius Clodius Pulcher qui y aurait organisé une levée d'esclaves en 58 av. J.-C., désacralisant le site,.

« Tu enrôlais ouvertement non seulement des hommes libres, mais aussi des esclaves au Tribunal Aurelium, […] »

— Cicéron, Pro Domo, 54
La dernière mention de Cicéron date de 57 ou 56 av. J.-C.. Il est probable que le tribunal disparaisse peu de temps après, lors des funérailles de Clodius en 52 av. J.-C., lorsque ses partisans collectent du bois sur tout le Forum pour lui dresser un bûcher devant la Curie Hostilia, ou en 44 av. J.-C., lorsque la foule récupère tout ce qui lui tombe sous la main pour élever un bûcher improvisé pour brûler le corps de César juste devant la Regia, non loin de l'emplacement hypothétique du tribunal.

« [...] et aussitôt chacun d'y jeter du bois sec, les sièges et les tribunaux des magistrats, enfin tout ce qui se trouvait à sa portée. »

— Suétone, Vie de César, 84, 3
Le Tribunal Aurelium disparaît lors de la construction du temple de César. Il semble qu'il soit dans un premier temps transféré à proximité du Puteal Scribonianum, près de la basilique Paulli, par Lucius Scribonius Libo, consul en 34 av. J.-C., et ce, avant la fin du Ier siècle av. J.-C., à la fin des années 30 ou au début des années 20. Puis très vite, le tribunal quitte le Forum et est établi sous le portique nord du forum d'Auguste.

## Description
Les tribunaux sont généralement des structures temporaires, bâties en bois. Néanmoins, le Tribunal Aurelium semble être un tribunal permanent, ayant servi pendant au moins une vingtaine d'années. D'autre part, une inscription trouvée à Ostie signale l'existence sur le Forum d'un tribunal en marbre (tribunal in foro marmoreum fecit). Toutefois, les archéologues n'ont trouvé aucune trace qui pourrait être identifiée aux fondations du tribunal. Les récentes hypothèses penchent donc en faveur d'un tribunal en bois, ce qui expliquerait la disparition du tribunal en 52 ou 44 av. J.-C..
Le terme de Tribunal Aurelium peut désigner la tribune sur laquelle se tient le préteur ou l'ensemble de l'installation, comprenant des gradins prévus pour l'assistance (Gradus Aurelii). En les mentionnant, Cicéron les compare à un théâtre qui aurait été construit pour le procès de Caius Junius. Les gradins, vraisemblablement en bois, seraient donc construits en demi-cercle, en face ou sur le côté de la tribune du préteur.
À proximité du Tribunal Aurelium se trouve le Puteal Libonis, un bidental utilisé pour prononcer les serments solennels avant les procès.